# Михал Крчмарж
Михал Крчмарж (чеш. Michal Krčmář; Врхлаби, 23. јануар 1991) чешки је биатлонац.
На Светском првенству за јуниоре 2012. освојио је сребрну медаљу у штафети.
На Светском првенству за сениоре дебитовао је 2013. Такмичио се у мешовитој штафети Чешке која је заузела шесто место. Део чешког тима био је и на Олимпијским играма у Сочију 2014. Са мушком штафетом освојио је једанаесто место, а у појединачној трци на 20 км заузео је шездесето место.
На Светском првенству 2015. најбољи пласман остварио је са мушком штафетом, шесто место. Наредне године био је пети у појединачној трци на 20 км, пето место је такође заузео у мушкој штафети, а са мешовитом штафетом заузео је шесто место. Близу медаље био је и 2017, шести у појединачној трци и седми са мешовитом штафетом.
Прву сениорску медаљу освојио је на Олимпијским играма у Пјонгчану 2018, сребро у спринту.